# Семліцький заповідник
Семліцький заповідник (раніше — Торо-Семліцький заповідник) — заповідна зона в західній Уганді. Розміщений в рифтовій долині поблизу озера Альберт. Оточений гірським пасмом Рувензорі та ескарпом міста Кіджура.

## Історія
Заснована 1929 року, Торійська частина заповідника є однією з найстаріших заповідних зон Уганди.
З 2005 року заповідник є резерватом левів підвиду Panthera leo melanochaita.

## Флора та фауна
Домінуючою рослинністю в Семлікі є відкриті акацієво-комбретумові ліси та трав’янисті савани, які перемежовуються ділянками пальмового лісу Borassus. Уздовж основних водотоків є значні смуги прибережних лісів і великі болота.
У минулому у заповіднику було поширене браконьєрство, яке завдало великих збитків під час громадянської війни. Проте сьогодні заповідник майже відновився. Популяція угандійського коба (Kobus kob), яка різко впала до менш ніж 1000 особин на початку 1990-х років, сьогодні становить кілька тисяч. Тут також проживає понад 1000 африканських буйволів, чия популяція збільшилася  з приблизно 50 особин на початку 1990-х років. Також зростає чисельність слонів і кобів звичайних. Зустрічаються леопарди.  Леви, яких колись винищили, поступово знову заселяють територію. Примати  представлені чорно-білим колобусом, оливковим бабуїном, червонохвостою мавпою та верветкою. У заповіднику проживає приблизно 70 шимпанзе, в лісі річки Мугірі. Заповідник дуже привабливий для спостерігачів за птахами. Тут зареєстровано близько 462 видів, і це одне з найкращих місць в Уганді, де можна побачити китоголова.